# Elio Sgreccia
Elio Sgreccia   (Arcevia, 6 de juny de 1928 - Roma, 5 de juny de 2019) va ser un especialista en bioètica i un cardenal de l'Església Catòlica Romana. És president emèrit de la Pontifícia Acadèmia per a la Vida, director de la revista internacional sobre ètica mèdica Medicina e Morale, president de la Fundació Ut Vitam Habeant i l'Associació Donum Vitae de la diòcesi de Roma i president d'honor de la Federació Internacional de Centres de Bioètica i els Instituts d'inspiració Personalista (FIBIP).

## Biografia
Elio Sgreccia és el més jove de sis germans nascuts d'una família humil agrícola. Va néixer i es va criar a Nidastore, una petita ciutat al comú d'Arcevia a la província d'Ancona. La seva entrada al seminari es va retardar per l'inici de la Segona Guerra Mundial, per la qual cosa va continuar ajudant la seva família en els camps i va assistir a una escola de formació professional en el interí.

### Vida eclesiàstica
Finalment va entrar al seminari a Fano, sent ordenat sacerdot per la Festivitat de Sant Pere i Sant Pau, el 29 de juny de 1952 pel bisbe Vincenzo Del Signore. Continuà els estudis en teologia i al 1963 es graduà per la Universitat de Bolonya.
Sgreccia primer va servir com a ministre espiritual pels joves de l'Acció Catòlica. Va completar títols universitaris en lletres clàssiques, la filosofia i la teologia. Entre 1954 i 1972 va treballar com a professor, vicerector i rector del Pontifici Seminari regional Pius XI a Fano fins al 1972, quan es va convertir en vicari general de la diòcesi de Fossombrone. A partir de 1974 i durant deu anys va ser assistent espiritual a la facultat de medicina i cirurgia de la Universitat Catòlica del Sagrat Cor. Professor de bioètica des de 1984, esdevingué ordinari al 1990. Entre 1985 i 2006 va ser director del Centre de Bioètica de la Universitat Catòlica del Sagrat Cor i entre 1998 i 2005 va ser director del Centre per a la Cooperació Internacional de la universitat. Al 1990 va ser elegit membre del Comitè Nacional per la Bioètica, càrrec que mantingué fins al 2006. Entre 1992 i 2000 va ser a més director de l'Institut de Bioètica. El seu treball al Centre de Bioètica i l'Institut de Bioètica de la Universitat Catòlica del Sagrat cor implicava una estreta participació amb el Policlínic Agostino Gemelli, l'hospital universitari de la universitat.
El 5 de novembre de 1992, el Papa Joan Pau II el va nomenar bisbe titular de Zama Menor i secretari del Consell Pontifici per a la Família, on va exercir fins a la seva dimissió a l'abril de 1996. Va ser consagrat bisbe el 6 de gener de 1993, conjuntament amb 10 preveres més, pel mateix Papa Wojtyła.
L'any 2001 va formar part de la "Comissió de les línies guia en l'àmbit de la consulta i dels tests genètics pel Ministeri de Salut. Des del 2003 és president de la Federació Internacional dels Centres i Instituts de Bioètica d'Inspiració Personalista (FIBIP)); i el 2004 es va convertir en president de la Fundació Ut Vitam Habeant i de l'Associació Donum Vitae de la diòcesi de Roma.
En una de les seves últimes cites, el Papa Joan Pau II el va nomenar president de l'Acadèmia Pontifícia per a la Vida, el 3 de gener de 2005, càrrec que va ocupar fins a la seva dimissió, presentada per motius d'edat, i que va ser acceptada el 17 de juny de 2008, configurant-se com el portaveu de la posició de l'Església sobre qüestions ètiques com l'avortament, l'anticoncepció, la investigació amb cèl·lules mare d'embrions i l'eutanàsia. Va ser un dels quatre prelats més de la 80 anys, conegut per les seves contribucions distingides al catolicisme, als que el Papa Benet XVI va elevar al rang de cardenal en el consistori del 20 de novembre de 2010. Sgreccia va rebre el títol de cardenal diaca de Sant'Angelo in Pescheria i es va instal·lar el 12 de març del 2011. No va participar en el conclave de 2013 en haver superat el límit de 80 anys.
Al febrer de 2014 Sgreggia nomenà i blasmà a Radio Vaticana les noves normes belgues pel que fa a l'eutanàsia per ser monstruoses i cruels; Bèlgica ja no excloïa formalment menors d'edat l'accés a aquesta "última opció".

## Bioètica
El cardenal Sgreccia és autor d'un treball acadèmic monumental d'abast internacional, el seu Manuale di bioètica (Manual de la bioètica), que presenta un enfocament filosòfic basat en la raó per a la bioètica que encaixa amb la llei natural i els ensenyaments morals de l'Església Catòlica. Es refereix al seu enfocament com "personalisme ontològicament a terra", que s'aplica un mètode de "triangular" de les dades científiques, l'antropologia filosòfica, i reclamacions basades en la raó de l'obligació moral per l'acció de tres punts o per tal de fer judicis ètics. Va ser publicat per primera vegada per Vita i Pensiero el 1986 amb el títol "Bioetica. Manuale per medici e biologi" (Bioètica: Un manual per a metges i biòlegs). La seva primera edició sota el títol definitiu "Manuale di bioètica" va ser publicat en dos volums per Vita i Pensiero el 1988. La quarta edició italiana va ser publicada en 2007. S'ha reimprès diverses vegades i ha estat publicat totalment o en part, en més o menys deu diferents idiomes, incloent l'espanyol, el francès i el rus. La primera edició completa en anglès del Volum i va ser publicat per The National Catholic Bioethics Center en 2012 com Personalist Bioethics: Foundations and Applications.

## Obres
El cardenal Sgreccia és autor de nombroses publicacions, traduïdes a nombroses llengües:
- Bioetica. Manuale per medici e biologi, Editrice Vita e Pensiero, Milano 1986
- La trasmissione della vita nell'insegnamento di Giovanni Paolo II, Di Pietro M. Luisa, Editrice Vita e Pensiero, Milano 1989
- Nuova genetica ed embriopoiesi umana. Prospettive della scienza e riflessioni etiche, Serra Angelo, Di Pietro M. Luisa, Editrice Vita e Pensiero, Milano 1991
- Manuale di bioetica. Aspetti medico-sociali, Editrice Vita e Pensiero, Milano 1991
- Manuale di bioetica. Fondamenti ed etica biomedica, Editrice Vita e Pensiero, Milano 1994
- Manuale di bioetica. Aspetti medico-sociali, Editrice Vita e Pensiero, Milano 1996
- Procreazione assistita e fecondazione artificiale tra scienza, bioetica e diritto, Di Pietro M. Luisa, Editrice La Scuola, 1999
- Manuale di bioetica. Fondamenti ed etica biomedica, Editrice Vita e Pensiero, Milano 2000
- Manuale di bioetica. Aspetti medico-sociali, Editrice Vita e Pensiero, Milano 2002
- Manuale di bioetica. Fondamenti ed etica biomedica, Editrice Vita e Pensiero, Milano 2007
- La bioetica nel quotidiano, Editrice Vita e Pensiero, Milano 2006
- The human embryo before implantation. Scientific aspects and bioethical considerations, Laffitte Jean, Libreria Editrice Vaticana, 2009

## Honors
Gran Creu de Cavaller de l'orde al Mèrit de la República Italiana – 6 de març de 2000
 Doctor honoris causa - Pontificia Universidad Católica Argentina - 11 de juny de 2008.
 Doctor honoris causa en bioetica - Pontificio Ateneo Regina Apostolorum - 25 de març de 2011.